# Kamasses
Cet article concerne le peuple kamasse. Pour la langue kamasse, voir Kamasse.
Les Kamasses sont un groupe ethnique de Russie.

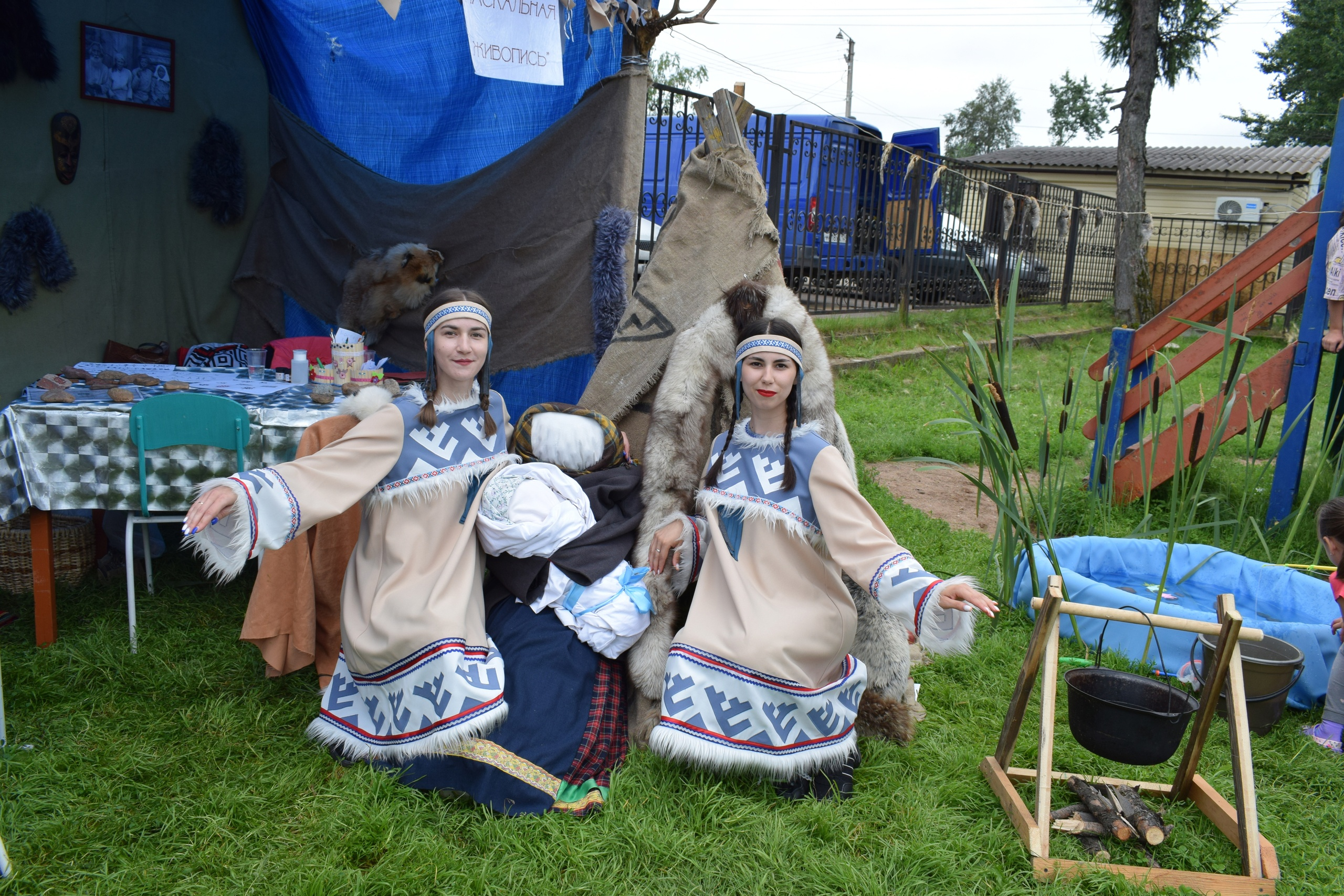
Un campement kamassien — la cour de l'administration rurale d'Ouner au Festival des oiseaux Saïan, Aguinskoïe, juillet 2023